# Festival de Stratford
Le festival de Stratford du Canada est un important festival de théâtre qui a lieu annuellement au cours de l'été dans la ville ontarienne de Stratford. 

## Histoire
Il rassemble de nombreux amateurs de théâtre, dramaturges et comédiens, tant canadiens qu'américains. Fondé par Tom Patterson en 1952, il reçoit une subvention de 125 $ de la part de la commune de Stratford.  
Son premier directeur fut Tyrone Guthrie. Le plateau est l'œuvre de Tanya Moiseiwitsch. Aujourd'hui, il s'agit de l'un des plus grands événements culturels canadiens.